# Willy Friedrichs
Willy Friedrichs (* 1. August 1908; † nach 1981) war ein deutscher Synchronsprecher und Schauspieler.

## Leben
Willy Friedrichs war Ende der Dreißiger-/Anfang der Vierzigerjahre in Berlin am Theater tätig; das Deutsche Bühnenjahrbuch 1940 führt ihn als Mitglied im Operettenensemble des Berliner Schillertheaters (damals unter dem Namen „Schiller-Theater der Reichshauptstadt Berlin“).
Willy Friedrichs ist seit Ende der Vierzigerjahre als Darsteller beim Film nachgewiesen. Meist wurde er dabei als Klein- und Kleinstdarsteller eingesetzt. Ab den Sechzigerjahren war Friedrichs im Fernsehen in mehreren Krimiserien zu sehen. In der ZDF-Serie Der Kommissar spielte er in der Folge Der Moormörder (Erstausstrahlung: Januar 1971) den Bankdirektor, den früheren Chef des weiblichen Mordopfers.
Ab Anfang der Fünfzigerjahre begann er auch als Synchronsprecher zu arbeiten. Er war u. a. in den Filmen Ein Platz an der Sonne, Verliebt in eine Königin und Die Brücke von Remagen zu hören. Seine Stimme lieh er u. a. Ward Bond, Pierre Brasseur, Niall MacGinnis und Orson Welles.
1976 hatte Friedrichs eine Sprechrolle als Gepetto in der Zeichentrickserie Pinocchio; Aufnahmen aus der TV-Serie wurden 1977 bei der Polydor auch als Hörspiele auf LP veröffentlicht. Er lieh seine Stimme auch diversen Figuren (Alter Mann, Rosenkäfer Peppi oder Kurt, der dicke Käfer) in der Zeichentrickserie Biene Maja (1975).
Nach dem Zweiten Weltkrieg lebte Friedrichs in München. Er war der Bruder von Paul Friedrichs.

## Filmografie

### Darsteller
- 1949: Das Geheimnis der roten Katze[5]
- 1953: Der unsterbliche Lump
- 1954: Schloß Hubertus
- 1955: Das Schweigen im Walde
- 1957: Der Edelweißkönig
- 1960: Es ist soweit (Fernsehfilm)
- 1960: Agatha, laß das Morden sein!
- 1961: Es geschah an der Grenze: Von Hand zu Hand (Fernsehserie, eine Folge)
- 1971: Der Kommissar: Der Moormörder (Fernsehserie, eine Folge)
- 1977: Der Alte: Lohngeld (Fernsehserie, eine Folge)

### Synchronisation
- 1952: Zorros Tochter (The Bandit Queen)
- 1952/1953: Ein Platz an der Sonne[6]
- 1954: Versailles – Könige und Frauen
- 1956: Verliebt in eine Königin (John and Julie)
- 1958: Einer muß dran glauben (The left handed Gun)
- 1960: Karthago in Flammen (Cartagine in fiamme)
- 1959: Maigret kennt kein Erbarmen[7]
- 1963: Kommissar Maigret sieht rot[7]
- 1969: Die Brücke von Remagen
- 1975: Die Biene Maja
- 1976: Pinocchio